# Pašman
Pašman er en ø i Adriaterhavet ud for Kroatiens kyst, syd for byen Zadar. De nærmeste øer er Ugljan, Iž, Dugi Otok og Kornati. Pašman er også navnet på en landsby på øen, og en kommune. Kommunen havde 2.004 indbyggere (2001).
Der er elleve landsbyer på Pašman: Tkon, Ugrinić, Kraj, Pašman, Mali Pašman, Barotul, Mrljane, Neviđane, Dobropoljana, Banj og Ždrelac.
Af alle øerne i Kroatien er det Pašman som har det største grønne areal i forhold til det totale areal. Pašman er den arealmæssigt 12. største ø i Kroatien.
Ante Gotovina, en kroatisk general som i 2001 blev tiltalt for krigsforbrydelser under den kroatiske selvstændighedskrig på 1990'erne, kommer fra denne Pašman.